# فرناندو مالدونادو (لاعب كرة قدم)
فرناندو مالدونادو (بالإسبانية: Fernando Maldonado) هو لاعب كرة قدم أرجنتيني في مركز الهجوم، ولد في 25 مايو 1992 في الأرجنتين. لعب مع Club Comunicaciones ‏.

## وصلات خارجية
- فرناندو مالدونادو (لاعب كرة قدم) على موقع Soccerway.com (الإنجليزية)